# Ga Khae Rai MRT

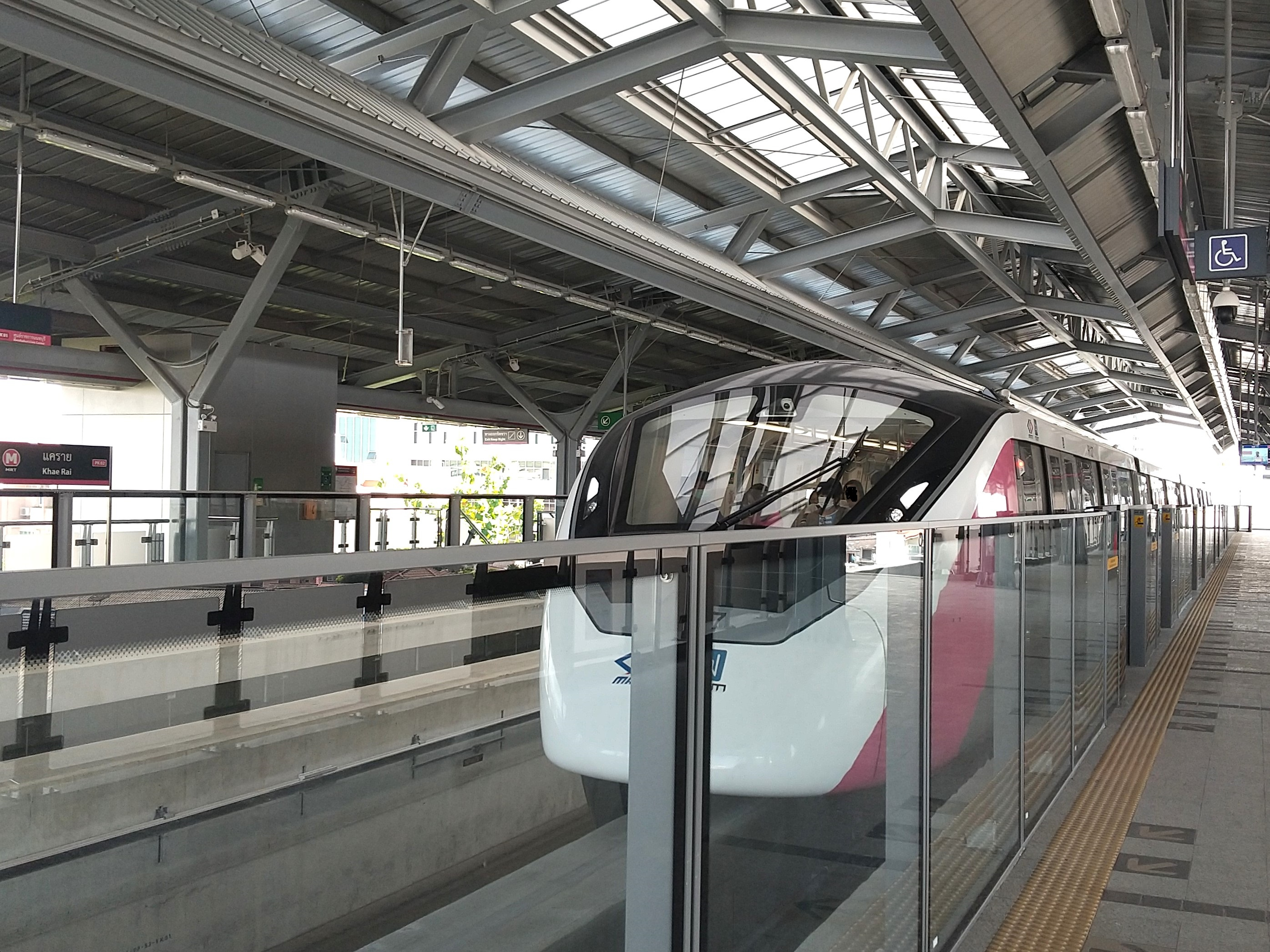
Ke ga

Ga Khae Rai (tiếng Thái: สถานีแคราย) là một ga Bangkok MRT thuộc Tuyến Hồng. Nhà ga nằm trên đường Tiwanon tại Huyện Mueang Nonthaburi, tỉnh Nonthaburi. Nhà ga có bốn lối thoát. Nó được mở cửa ngày 21 tháng 11 năm 2023 như một phần chạy thử nghiệm trên toàn tuyến Hồng.